# Grønbuget figenfugl
Grønbuget figenfugl (Sphecotheres vieilloti) er en spurvefugl, der lever på Australien.